# Station Cérences
Station Cérences is een spoorwegstation in de Franse gemeente Cérences. Het station is gesloten.